# Классическая борьба на летней Спартакиаде народов СССР 1991
Соревнования по классической борьбе на Х летней Спартакиаде народов СССР проходили с 18 по 21 июня 1991 года во дворце спорта «Юность» в Запорожье. Параллельно был проведён 60-й чемпионат СССР по классической борьбе.

## Медалисты
| Весовая категория            | Золото                             | Серебро                            | Бронза                            |
| ---------------------------- | ---------------------------------- | ---------------------------------- | --------------------------------- |
| До 48 кг Наилегчайший вес    | Есенкелды Батыргарин Казахская ССР | Гайратула Абдулаев Узбекская ССР   | Натик Эйвазов Азербайджанская ССР |
| До 52 кг Легчайший вес       | Андрей Калашников Украинская ССР   | Самвел Даниелян РСФСР              | Олег Кучеренко Украинская ССР     |
| До 57 кг Полулёгкий вес      | Александр Игнатенко РСФСР          | Камо Амбарцумов Москва             | Александр Степанян Армения        |
| До 62 кг Лёгкий вес          | Сергей Мартынов Москва             | Геннадий Атмакин РСФСР             | Арутик Рубенян Армения            |
| До 68 кг 1-й полусредний вес | Ислам Дугучиев РСФСР               | Олег Токарев Молдавия              | Зохраб Аббасов Москва             |
| До 74 кг 2-й полусредний вес | Бисолт Дециев Казахская ССР        | Бахтияр Байсеитов Казахская ССР    | Артур Дзигасов Украинская ССР     |
| До 82 кг 1-й средний вес     | Даулет Турлыханов Казахская ССР    | А. Алексанян Армения               | Виктор Малов Москва               |
| До 90 кг 2-й средний вес     | Вячеслав Олейник Украинская ССР    | Сергей Матвиенко Казахская ССР     | Цолак Егишян Армения              |
| До 100 кг Полутяжёлый вес    | Сергей Демяшкевич Белорусская ССР  | Анатолий Федоренко Белорусская ССР | Ибрагим Шовхалов РСФСР            |
| До 130 кг Тяжёлый вес        | Александр Карелин РСФСР            | Сергей Мурейко Молдавия            | Пётр Коток Украинская ССР         |

## Командный зачёт
| Команда             | Золото | Серебро | Бронза | Всего |
| ------------------- | ------ | ------- | ------ | ----- |
| РСФСР               | 3      | 2       | 1      | 6     |
| Казахская ССР       | 3      | 2       |        | 5     |
| Украинская ССР      | 2      |         | 3      | 5     |
| Москва              | 1      | 1       | 2      | 4     |
| Белорусская ССР     | 1      | 1       |        | 2     |
| Молдавия            |        | 2       |        | 2     |
| Армения             |        | 1       | 3      | 4     |
| Узбекская ССР       |        | 1       |        | 1     |
| Азербайджанская ССР |        |         | 1      | 1     |
| Всего               | 10     | 10      | 10     | 30    |